# Crucible Theatre
Il Crucible Theatre è un teatro situato a Sheffield, South Yorkshire nel Regno Unito. Fu costruito nel 1971 ed ospita rappresentazioni teatrali, concerti e il più importante avvenimento dello snooker professionistico, il campionato del mondo.